# Divis
Divis (de l'irlandès Dubhais que significa "carena negra o pic') és una muntanya i una àrea de terreny erm al nord-oest de Belfast al comtat d'Antrim, Irlanda del Nord. Amb una altitud de 478 m, és el més alt dels turons de Belfast. S'uneix amb la veïna Muntanya Negra i, en el passat, podrien haver estat vistes com una de sola. La muntanya s'estén al nord fins a l'altiplà d'Antrim i comparteix la seva geologia; que consisteix en una coberta basàltica recoberta de pedra calcària i argila de Lies. Al cim hi ha instal·lada l'estació de transmissió Divis.
Recentment la zona de Divis i les muntanyes circumdants han estat lliurades al National Trust for Places of Historic Interest or Natural Beauty, ja que del 1953 al 2005 va estar sota el control del Ministeri de Defensa britànic. També fou utilitzat com a zona d'entrenament per l'exèrcit britànic. Podria haver estat alliberat abans, però degut al conflicte nord-irlandès, el govern i els militars britànics van veure la zona com un mirador privilegiat sobre Belfast.